# Maurício Menezes
Maurício Menezes, nome artístico de Maurício Moreira de Menezes (Gurinhatã, 2 de março de 1950), é um humorista, jornalista e radialista brasileiro.

## Biografia
De 1993 a 1999 trabalhou como produtor e redator de humor do Programa Francisco Barbosa, na Rádio Globo, onde também foi narrador esportivo, além de ter participado em 1999 do programa Plantão de Notícias, da CNT, junto com o radialista Hélio Jr, onde apresentava quadros satirizando outros programas de TV, como Samba de Terceira, Bola Murcha, entre outros. fez parte da equipe do programa Show da Manhã, da Super Rádio Tupi e também, criou e lidera da peça de teatro Plantão de Notícias, uma das precursoras do gênero "stand up comedy", onde mostrava gafes jornalísticas.
Depois de muitos anos na Super Rádio Tupi, Mauricio Menezes retorna a Rádio Globo em agosto de 2013 para ser o coordenador da equipe de esportes e do artístico da emissora. Em outubro estreia na mesma emissora a versão radiofônica do "Plantão de Notícias" nas noites de sábado. Foi dipensado em abril de 2016, devido a reformulações na grade da Rádio Globo, nas quais o programa acabou prejudicado. Depois, retornou à Tupi pra integrar a equipe de alguns programas, saindo novamente em março de 2023.